# Wa All Stars Football Club
Legon Cities FC (anteriormente Wa All Stars Football Club) é um clube de Gana da cidade de Wa. O time venceu a edição de 2016 do Campeonato Ganês de Futebol. O clube mudou o seu nome para Legon Cities FC em dezembro de 2019.

## História
O All Stars foi fundado em janeiro de 2006, houve uma série de clubes da Primeira Divisão na região, nomeadamente a Freedom Stars, Veteranos e Wa Unidos. Eles são um membro da Ghana Telecom Premier League, o clube joga os seus jogos em casa Wa Sports Stadium anteriormente jogado no Golden Park City, em Kumasi.